# Cláudio Rafael do Nascimento Santos
Cláudio Rafael do Nascimento Santos (* 15. April 1993), auch bekannt als Cláudio, ist ein brasilianischer Fußballspieler.

## Karriere
Cláudio stand von mindestens 2014 bis August 2017 bei Acadêmica Vitória in Vitória de Santo Antão unter Vertrag. Von November 2015 bis Mai 2015 wurde Cláudio an den Vera Cruz FC ausgeliehen. Für den Verein, der ebenfalls in Vitória de Santo Antão beheimatet ist, bestritt er 22 Spiele in der Staatsmeisterschaft von Pernambuco. 2016 und 2017 wurde er an den Murici FC aus Murici verliehen. 2016 spielte er dreimal in der Série D, 2017 sechsmal in der Série D sowie 15-mal in der Staatsmeisterschaft von Alagoas. Im August 2017 ging er nach Marokko, wo er sich dem Erstligisten Olympique Safi anschloss. Für den Verein aus Safi bestritt er 69 Erstligaspiele. Hierbei schoss er fünf Tore. Die Saison 2022/23 stand er in den Vereinigten Arabischen Emirate beim Erstligisten al-Dhafra unter Vertrag. Für al-Dhafra stand er 26-mal auf dem Spielfeld. Von 1. Juli 2023 bis Sommer 2024 war er vertrags- und vereinslos. Im Juni 2024 zog es ihn nach Thailand. Hier unterschrieb er einen Vertrag beim Erstligisten Sukhothai FC.